# Виктор Хорват
Виктор Хорват (на унгарски: Viktor Horváth) е унгарски писател и преводач. Публикува новели, романи, преводи на стихове.

## Биография
Виктор Хорват е роден през 1962 г. в Печ. По време на следването си работи като журналист и организатор на творчески прояви, след това преподава в гимназия. От 2001 г. преподава „поетичен превод, история на поетичните форми и художествен превод“ в Университета „Янус Панониус“ в град Печ. От 1994 г. започва да публикува и през 2012 г. получава Наградата за литература на Европейския съюз за романа си „Турско огледало“. Книгата е преведена на български език (изд. „Ерго“, превод: Светла Кьосева).
Други негови творби са „Лешникотрошачката“ (2011), „Малкият колапс“ (2012), „Мьобион“ (2015), „Моят танк“, „Контрареволюция на стиха“ (2014) и други.